# 坎德拉里亞 (考卡河谷省)
坎德拉里亞（西班牙語：Candelaria）是哥倫比亞考卡河谷省的城市，位於該國西部，距離首府卡利20公里，始建於1545年，面積285平方公里，海拔高度975米，2005年人口68,820。